# Hermína
Hermína je ženské křestní jméno staroněmeckého původu. Další variantou jména je Heřmana. Vzniklo z mužského jména Herman. Toto jméno znamenalo "pán vojska" nebo také "válečník". Dnešní význam jména Hermína je tedy "bojovnice". V České republice slaví Hermína svátek 7. dubna.

## Hermína v jiných jazycích
- Slovensky: Hermína
- Anglicky, německy: Hermine
- Polsky: Hermina nebo Herminia
- Francouzsky: Hermine”
- Maďarsky, švédsky: Hermina

## Známé nositelky jména
- Hermína Franková – česká scenáristka a spisovatelka *1928
- Hermína Týrlová – spoluzakladatelka českého animovaného filmu

## Fiktivní nositelky
- Hermína Vlková/Germaine de Basailly – fiktivní postava z knihy Hranice pomsty od Jaroslava Velinského